# Altopiano della Nera
L'altopiano della Nera (in russo Нерское плоскогорье?, Nerskoe ploskogor'e; in lingua sacha: Ньара хаптал хайалаах сирэ) è una zona rilevata della Siberia Orientale nella parte meridionale dei Monti Čerskij. Si trova nel territorio della Sacha (Jacuzia) e dell'Oblast' di Magadan.

## Geografia
L'altopiano è delimitato a nord-est dalla catena degli Ulachan-Čistaj (una catena del sistema dei Čerskij), a sud-est dall'altopiano dell'alta Kolyma e a sud-ovest dalla catena dei Tas-Kystabyt. È attraversato dalla valle del fiume Nera e dei suoi due rami sorgentiferi Chudžach e Deljankir. L'altopiano è lungo 130 km, largo da 50 a 70 km e ha un'altezza compresa tra i 700 e i 1500 metri.
L'area principale è occupata da radi boschi di larici, boschetti di pino nano siberiano e di ontani, sopra i 1 100-1 200 m dalla tundra di montagna.

## Geologia
L'altopiano è composto da arenarie, siltiti, scisti del Triassico e del Giurassico; sedimenti di sabbia e ciottoli contengono frammenti d'oro.